# Kamil Grosicki
Kamil Paweł Grosicki (Szczecin, 8 de junho de 1988) é um futebolista polaco que atua como atacante. Atualmente joga pelo Pogoń Szczecin.

## Carreira
Grosicki fez parte do elenco da Seleção Polonesa de Futebol da Eurocopa de 2016.

## Títulos
Legia Warszawa
- Copa da Polônia (1): 2008

Jagiellonia Białystok
- Copa da Polônia (1): 2010
- Supercopa da Polônia (1): 2010